# علی یون
علی یون یا علیُن یا آنطورکه در کتاب‌های تاریخی عهد قاجار ذکر شده‌است: علیًُ (علی با تنوین مضموم ی)، یکی از دلقک‌های دربار ناصرالدین شاه قاجار بود. در مورد وی و یابوئی که وی بر آن سوار می‌شده و با آن در دربار قاجاریه رفت و آمد می‌کرده‌است، حکایت‌هایی در تاریخ قاجاریه نقل شده‌است.

## شرح
مهدی بامداد در شرحی که پیرامون دلقک‌های دربار ناصری نوشته‌است، به نام علی یون نیز، در میان این دلقک‌ها اشاره کرده و نوشته‌است:
این علیًُ یابوئی داشته و اغلب اوقات که میخواسته شاه را ببیند، با یابوی خود به اندرون شاه برای ملاقات وارد می‌شده و کسی هم مانع ورود او یا یابویش، نمی‌شده‌است.
یابوی علی یون که در فرهنگ اصطلاحات و ضرب‌المثل های فولکلوریک عصر قاجار و اوایل عصر پهلوی مصطلح بوده، به مَرکَب همین فرد اشاره دارد.

## منبع
- بامداد، مهدی (۱۳۴۷)، شرح حال رجال ایران در قرن ۱۲ و ۱۳ و ۱۴ هجری(جلد ۱)، تهران: زوار